# Laos na Mistrzostwach Świata w Lekkoatletyce 2009
Laos na Mistrzostwach Świata w Lekkoatletyce 2009 – reprezentacja Laosu podczas czempionatu w Berlinie liczyła 2 zawodników, z których żaden nie awansował do finału.

## Występy reprezentantów Laosu

### Mężczyźni
| Konkurencja   | Zawodnik                | Eliminacje | Eliminacje | Ćwierćfinał   | Ćwierćfinał   | Półfinał      | Półfinał      | Finał         | Finał         |
| Konkurencja   | Zawodnik                | Wynik      | Poz.       | Wynik         | Poz.          | Wynik         | Poz.          | Wynik         | Poz.          |
| ------------- | ----------------------- | ---------- | ---------- | ------------- | ------------- | ------------- | ------------- | ------------- | ------------- |
| Bieg na 100 m | Soulisack Silisavadymao | 11,66 SB   | 84.        | Nie awansował | Nie awansował | Nie awansował | Nie awansował | Nie awansował | Nie awansował |

### Kobiety
| Konkurencja   | Zawodniczka            | Eliminacje | Eliminacje | Ćwierćfinał    | Ćwierćfinał    | Półfinał       | Półfinał       | Finał          | Finał          |
| Konkurencja   | Zawodniczka            | Wynik      | Poz.       | Wynik          | Poz.           | Wynik          | Poz.           | Wynik          | Poz.           |
| ------------- | ---------------------- | ---------- | ---------- | -------------- | -------------- | -------------- | -------------- | -------------- | -------------- |
| Bieg na 100 m | Philaylack Sackpaseuth | 13,42 PB   | 53.        | Nie awansowała | Nie awansowała | Nie awansowała | Nie awansowała | Nie awansowała | Nie awansowała |